# Gaspar de Crayer

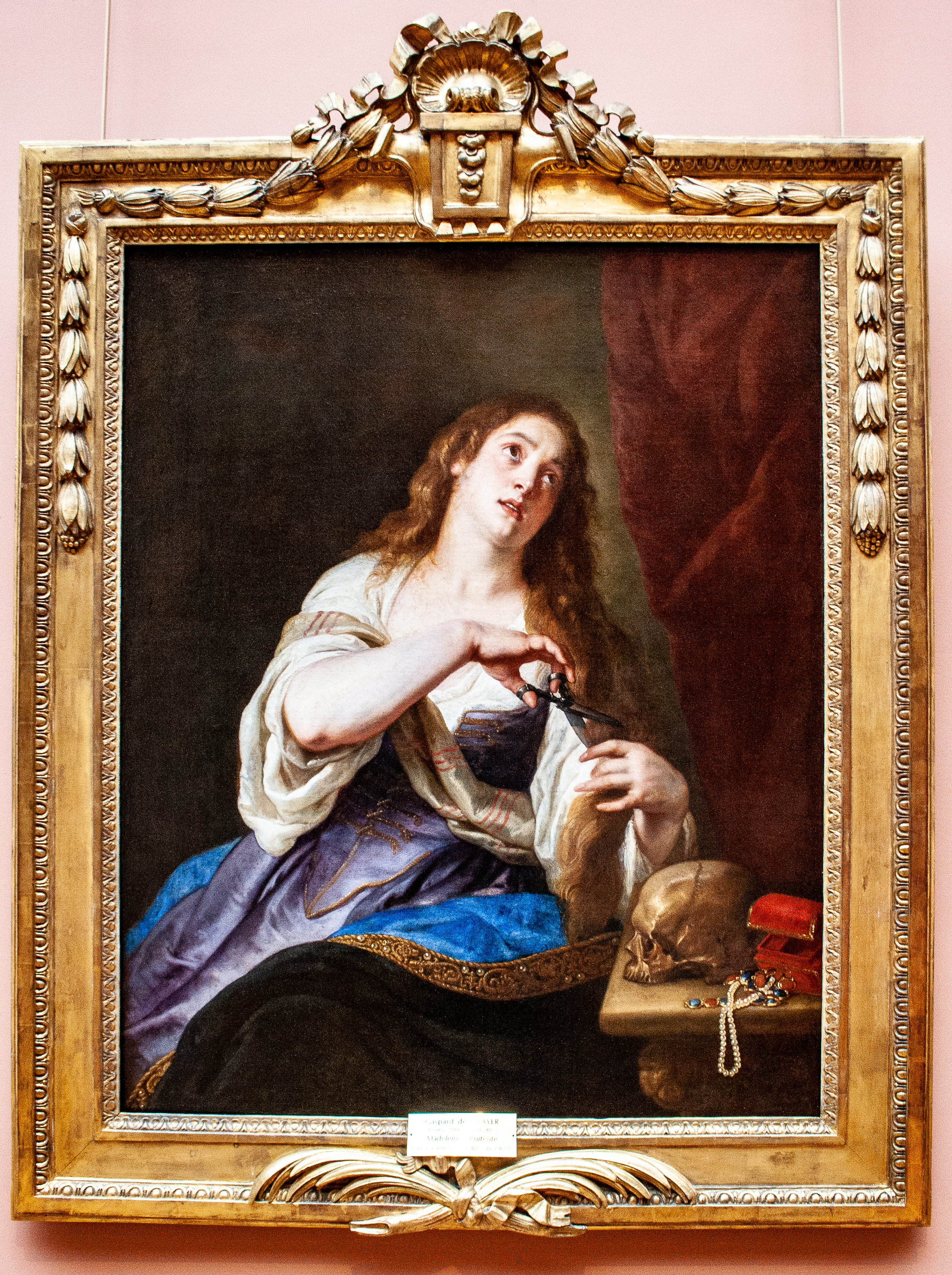
Bűnbánó Magdolna Gaspar de Crayer festményén Valenciennes szépművészeti múzeumában

Gaspar de Crayer (névváltozatok: Jaspar, Gaspard vagy Caspar de Crayer) (Antwerpen, 1584. november 18. — Antwerpen, 1669. január 27.) holland történeti- és portréfestő barokk stílusban.

## Élete, munkássága
Atyja műkereskedő és dekoratőr festő volt. Gaspar de Crayer mestere Raphael van Coxcie, aki a reneszánsz művészetet közvetítette felé. De Crayer 1664-ig Brüsszelben, majd Gentben élt. Nagyon sokat dolgozott a spanyol udvar részére, mert a festés mellett műtárgyak beszerzésével is megbízták. 1635–1641 között Ferdinánd helytartó udvari festője volt. Megbízásból német fejedelmeknek is festett.
Peter Paul Rubens példája nyomán nagy műhelyet létesített Brüsszelben, s tömegesen festette nagy méretű oltárképeit, festői stílusára is Rubens művészete hatott. Azonban szürkés és sárga tónusú, gyakran szentimentális képei nem értek fel Rubens alkotásainak színvonalához, ezzel együtt is a vallási témában Van Dyck mellett De Crayer Rubens legkiválóbb tanítványa. Neki köszönhető, hogy Dél-Hollandiában hatott és elterjedt Rubens művészete. 
A nagy műhely, a sok megrendelés rengeteg munkát jelentett De Crayer számára, hiszen a kezdéstől a befejezésig teljesen ő felelt a munkákért, ezért is van rengeteg rajza, vázlata, amelyek mintegy előkészítőül szolgáltak a megrendelt műalkotásokhoz. Legtöbb képe a brüsszeli és a genti képtárakban található, de számos oltárképét őrzik flamand templomokban és apátságokban. Vannak igen kiemelkedő alkotásai, köztük IV. Fülöp egy törpével, a hamburgi Kunsthalleban levő férfiképmása, Ferdinánd bíborosról készített portréja, a Szűzanya megkoronázása, stb.

## Galéria

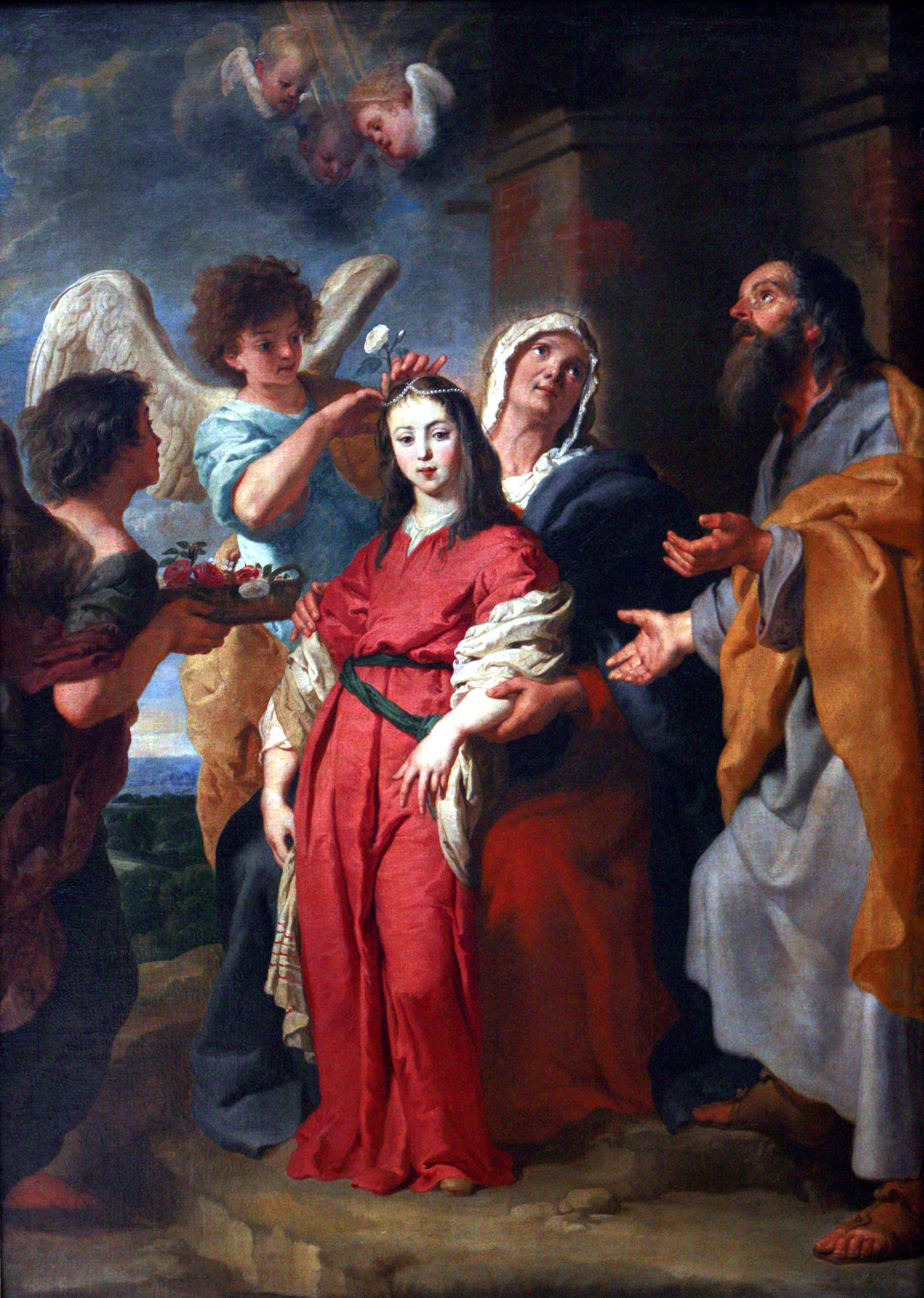
A Szűz megkoronázása szentekkel és angyalokkal (Királyi Szépművészeti Múzeum, Brüsszel)
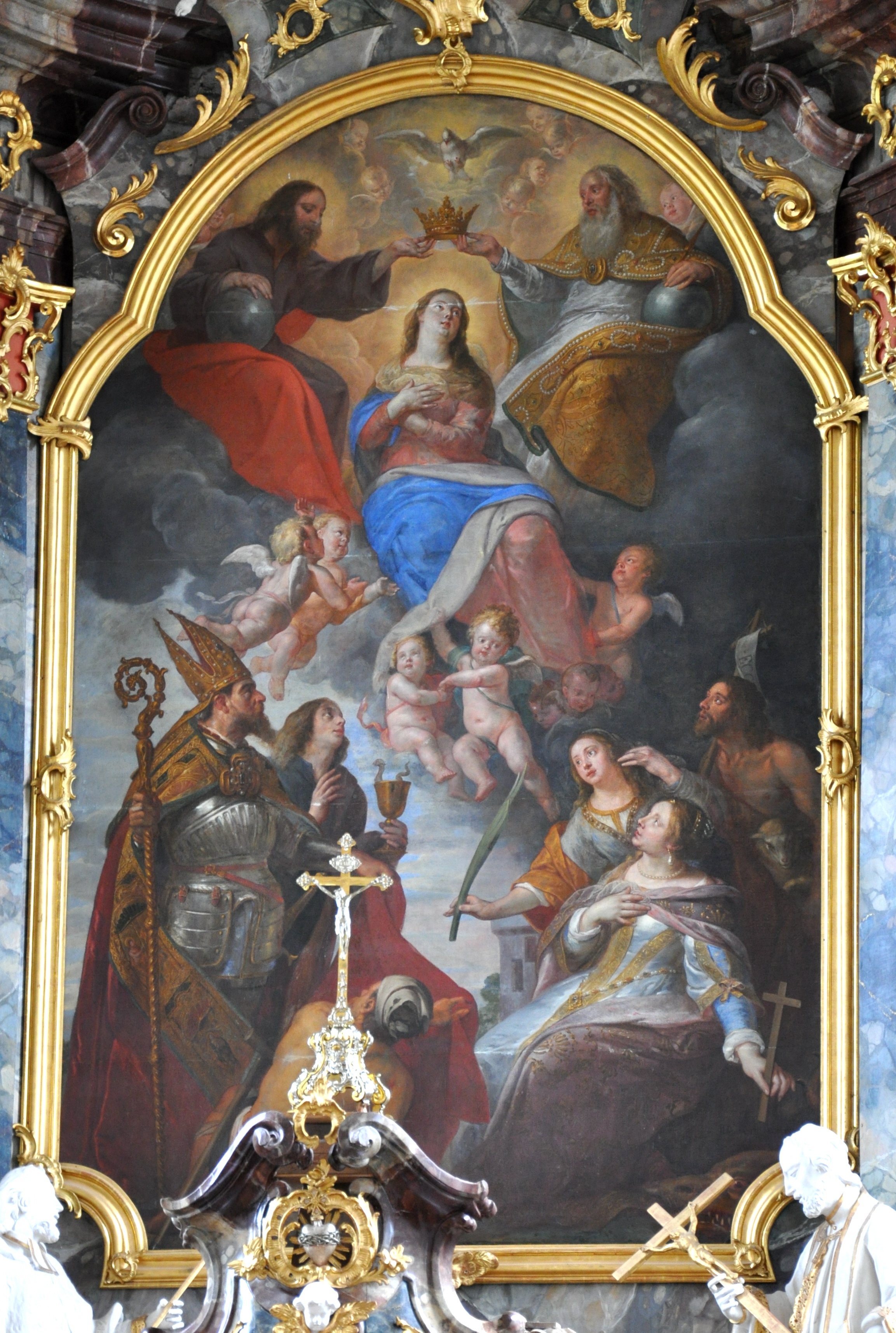
Nagyboldogasszony és Mária koronázása (1666, Szent Márton katolikus plébánia-templom, Unteressendorf, ma Hochdorf (Riß), Baden-Württemberg)
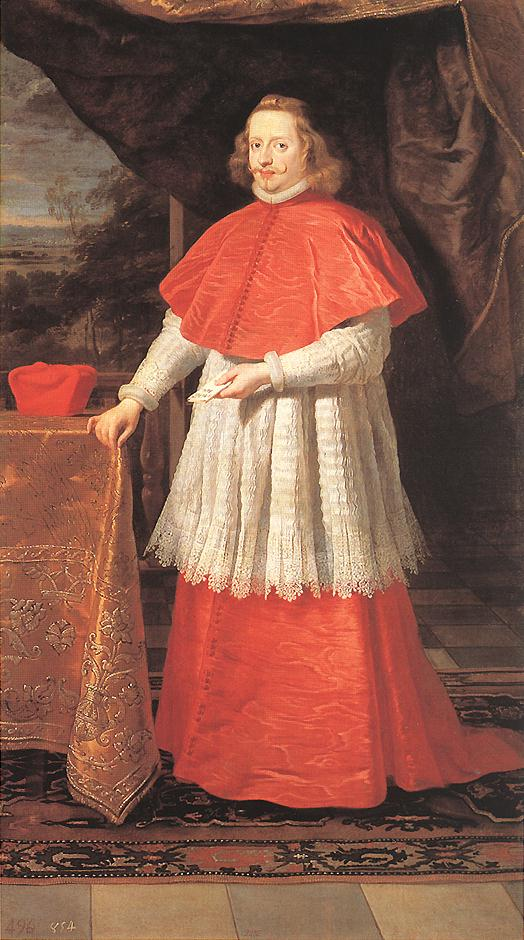
A spanyol Ferdinánd bíboros és infáns (1639; Prado, Madrid)
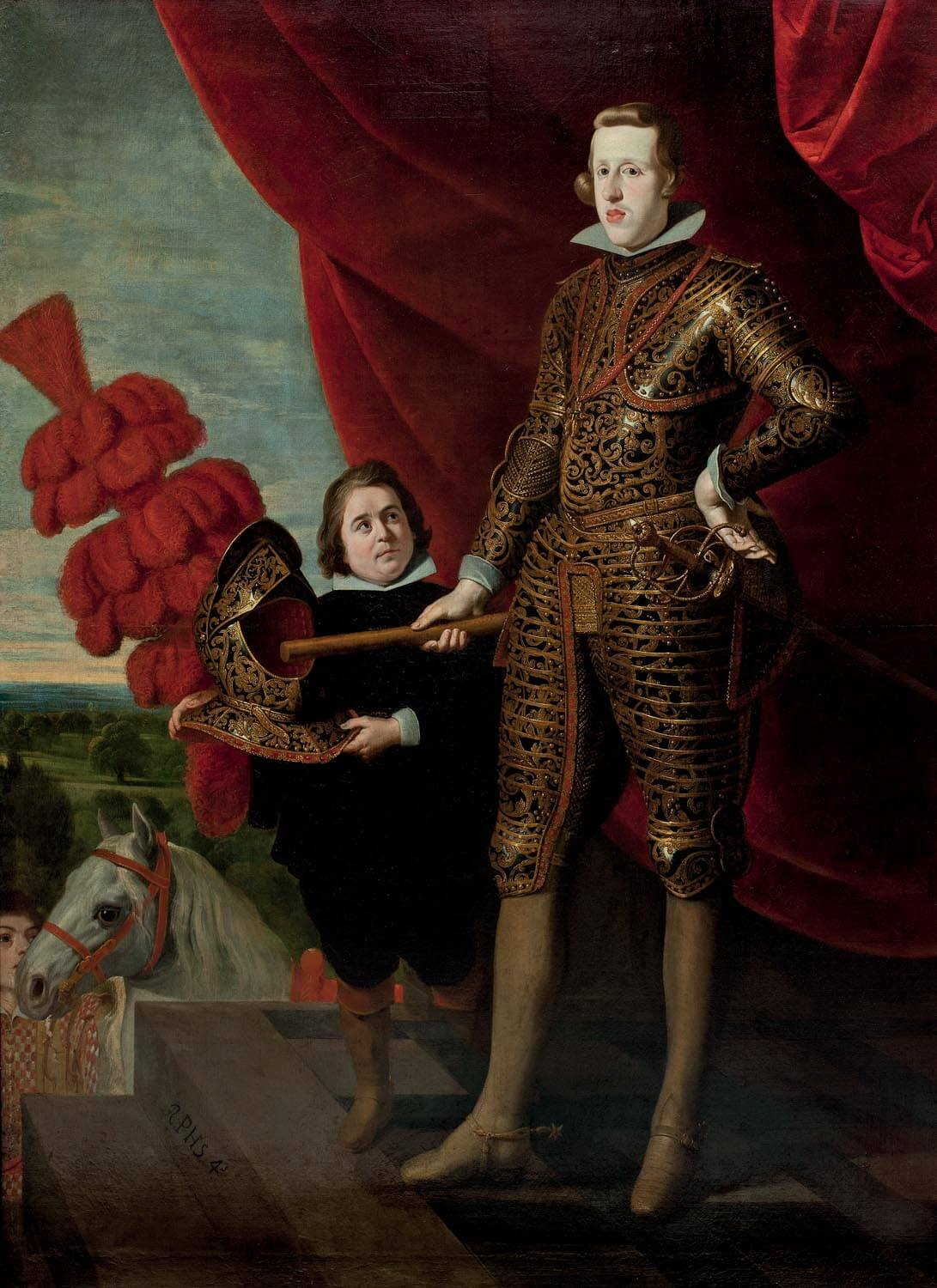
IV. Fülöp spanyol király egy törpével (Viana palota, Madrid)
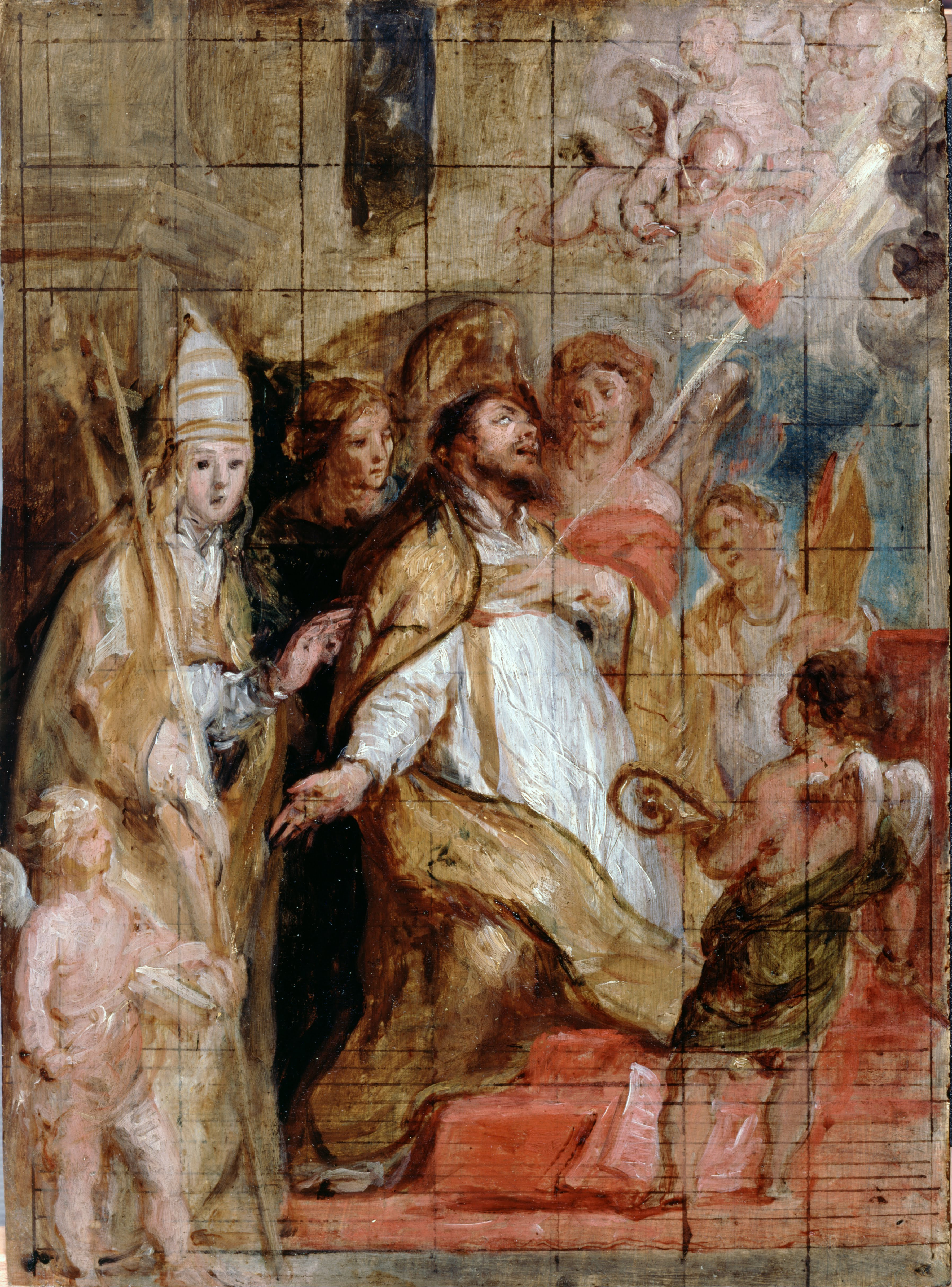
Szent Ágoston extázisban (1638–1648; Dulwich Picture Gallery, London)